# Xian autonome miao de Chengbu
Le xian autonome miao de Chengbu (城步苗族自治县 ; pinyin : Chéngbù miáozú Zìzhìxiàn) est un district administratif de la province du Hunan en Chine. Il est placé sous la juridiction de la ville-préfecture de Shaoyang.

## Démographie
La population du district était de 251 463 habitants en 1999.